# Jrapi
Jrapi (en arménien Ջրափի) est une communauté rurale du marz de Shirak en Arménie. En 2008, elle compte 1 146 habitants.